# Колотушкин овраг
Колоту́шкин овраг (Петру́хин овраг) — малая река в районе Нагатинский Затон Южного административного округа Москвы, правый приток Москвы-реки. Своё название получил от дома Колотушкиных в деревне Дьяково. Второй гидроним образован от антропонима «Петруха».
Водоток проходит в живописной балке, которая расположена между Дьяковским и Голосовым оврагами, на территории музея-заповедника Коломенское. Длина оврага составляет 250 метров, ширина — до 100 метров. Исток ручья расположен у 1-й улицы Дьяково Городище, в 300 метрах к юго-западу от Дьяковского сада. Устье — в 50-70 метрах к северу от устья Дьяковского ручья.